# Saccelatia
Saccelatia is een geslacht van uitgestorven kreeftachtigen uit de klasse van de Ostracoda (mosselkreeftjes).

## Soorten
- Saccelatia arcuamuralis Kay, 1940 †
- Saccelatia arrecta (Ulrich, 1894) Kay, 1940 †
- Saccelatia bimarginata Neckaja, 1958 †
- Saccelatia buckensis Copeland, 1965 †
- Saccelatia bullata Kay, 1940 †
- Saccelatia circoretina Li (Yu-Wen), 1989 †
- Saccelatia cletifera Kay, 1940 †
- Saccelatia graptolithophila (Kummerow, 1943) Hansch, 1991 †
- Saccelatia hesslandensis Rossi De Garcia & Proserpio, 1978 †
- Saccelatia kellettar Levinson, 1961 †
- Saccelatia laevis Pranskevichius, 1972 †
- Saccelatia millepunctata (Ulrich, 1892) Williams & Vannier, 1995 †
- Saccelatia nuda Neckaja, 1973 †
- Saccelatia oleskoensis Neckaja, 1960 †
- Saccelatia piltenensis Neckaja, 1973 †
- Saccelatia porchowiensis Neckaja, 1973 †
- Saccelatia sichuanensis Li (Yu-Wen), 1989 †